# Kantongerecht Sommelsdijk

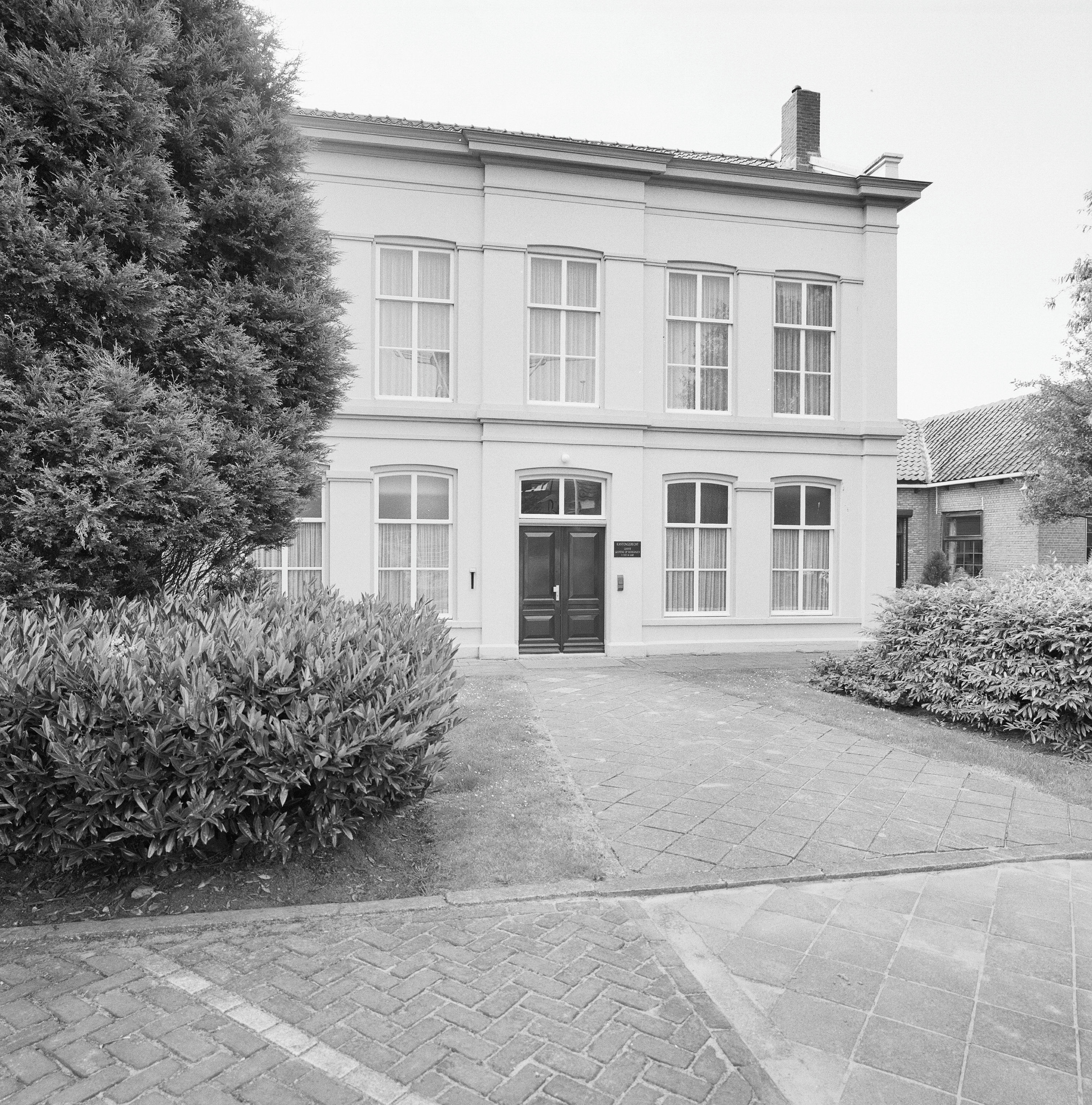
Het kantongerecht in Sommelsdijk

Het kantongerecht Sommelsdijk was van 1838 tot 2002 een van de kantongerechten in Nederland. Bij de oprichting was Sommelsdijk het tweede kanton van het arrondissement Brielle. Het gerecht kreeg in 1904 een eigen gebouw, ontworpen door W.C. Metzelaar.